# Valrico
Valrico és una concentració de població designada pel cens dels Estats Units a l'estat de Florida. Segons el cens del 2000 tenia 6.582 habitants.

## Demografia
Segons el cens del 2000, Valrico tenia 6.582 habitants, 2.632 habitatges, i 1.826 famílies. La densitat de població era de 454,6 habitants/km².
Dels 2.632 habitatges en un 29,4% hi vivien nens de menys de 18 anys, en un 57% hi vivien parelles casades, en un 8,4% dones solteres, i en un 30,6% no eren unitats familiars. En el 25,8% dels habitatges hi vivien persones soles el 14,4% de les quals corresponia a persones de 65 anys o més que vivien soles. El nombre mitjà de persones vivint en cada habitatge era de 2,49 i el nombre mitjà de persones que vivien en cada família era de 2,99.
Per edats la població es repartia de la següent manera: un 24,2% tenia menys de 18 anys, un 6,5% entre 18 i 24, un 29,1% entre 25 i 44, un 22,5% de 45 a 60 i un 17,7% 65 anys o més.
L'edat mediana era de 39 anys. Per cada 100 dones de 18 o més anys hi havia 93,1 homes.
La renda mediana per habitatge era de 39.155 $ i la renda mediana per família de 50.475 $. Els homes tenien una renda mediana de 32.917 $ mentre que les dones 24.746 $. La renda per capita de la població era de 20.432 $. Entorn del 3,8% de les famílies i el 7,5% de la població estaven per davall del llindar de pobresa.

## Poblacions més properes
El següent diagrama mostra les poblacions més properes.